# Henry Harvey
Henry Harvey (juillet 1743 - 28 décembre 1810) est un officier de marine britannique. Il sert dans la Royal Navy pendant la seconde moitié du XVIIIe siècle. Participe à de nombreux combats et opérations navales se distinguant en particulier pendant le Glorious First of June au commandement du HMS Ramillies. Sa carrière lui permet de voyager autour du monde, en particulier dans la station nord-américaine et dans les Indes occidentales où il commande un grand nombre de vaisseaux, pendant trois différents conflits. Harvey appartient à une famille qui a fourni au royaume de Grande-Bretagne plusieurs officiers de marine, son frère est tué au combat en 1794, trois de ses fils entre à leur tour dans la Navy et l'un d'entre eux, Eliab Harvey, finira comme lui sa carrière au grade Admiral.